# 퓨저

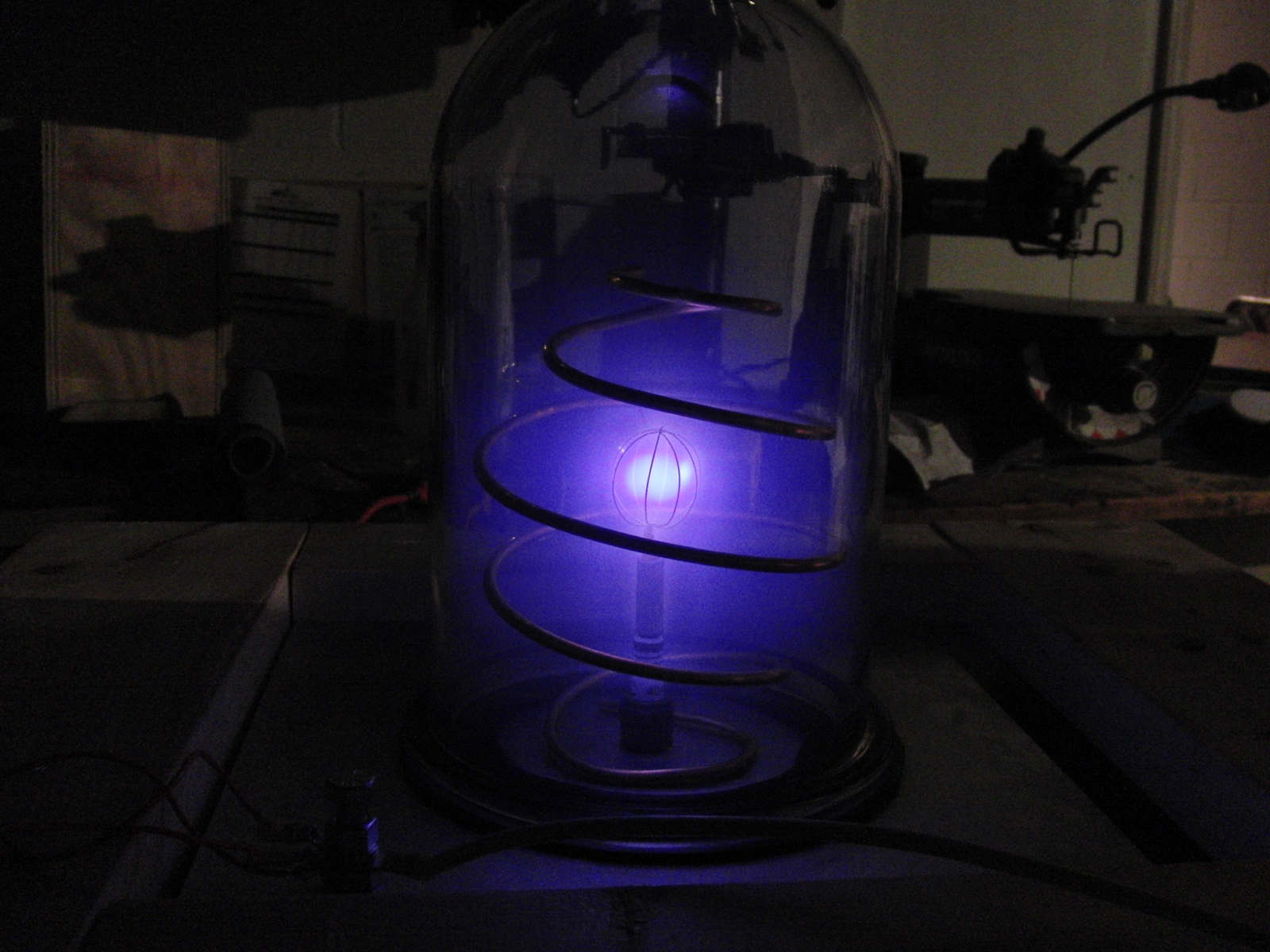

퓨저 또는 판스워스-허쉬 퓨저는 가정에서 소형으로 만들 수 있는 핵융합로이다. 1960년대 미국의 과학자 필로 판스워스가 개발했다.

## 참고 자료
- 집에서 핵융합 발전 조선일보 2008년 8월 19일
- 17세 美고교생 핵융합 성공 서울신문 2006년 11월 21일

## 같이 보기
- 핵융합